# 拉普拉斯压力
拉普拉斯压力（英語：Laplace pressure）是指曲面所受的内外压力差。 这一压力差是由于气/液界面的表面张力引起的。
由杨-拉普拉斯公式推导出拉普拉斯压强为
{\displaystyle \Delta P\equiv P_{\text{in}}-P_{\text{out}}=\gamma \left({\frac {1}{R_{1}}}+{\frac {1}{R_{2}}}\right),}
其中{\displaystyle R_{1}}和{\displaystyle R_{2}} 是曲率半径，{\displaystyle \gamma }是表面张力系数。这里的数值可正可负，但一般来说，凸面用正曲率半径表示，凹面用负曲率半径表示。拉普拉斯压力一般用于计算如气泡或液滴一类的球状物受到的压力差。